# Roud
Roud – osada w Anglii, na wyspie Wight. Leży 9 km na południe od miasta Newport i 127 km na południowy zachód od Londynu.